# 동암역
동암역(銅岩驛, Dongam station)은 인천광역시 부평구 십정동에 있는 수도권 전철 1호선의 전철역이다. 인천 도시철도 1호선 간석오거리역과 꽤 가까운 곳에 있다.
동암역과 간석역 사이에 인천 도시철도 1호선 인천시청역과 연결되는 선로가 있다. 인근에 인천교통공사가 있다.

## 개요
동암역은 급행열차가 운영된다는 점에서 동암역을 기점으로 시내버스와 인천광역시 버스들이 운행 된다. 
서울특별시와 인천광역시의 직행 덕분에 남동구와 부평구에 사는 시민들이 인서울 직장인들이 가장 애용하는 역이라 볼 수 있다. 급행열차를 시간 맞추어 탑승하면, 인천터미널역 또는 예술회관역에서 탑승하는 것보다 빠르고 신속하게 도착 할 수 있다.
동암역의 경우 복개 및 지하화 되지 않은터라 백범로를 통해 동부인 간석동과 서부인 주안동, 십정동과 만난다. 남동구와 부평구의 경계면서 만남의 역할이기도 하다.
출입문이 2개이며, 서로 양측으로 뚫려 있다보니 서부와 동부간의 시민들의 도보 경로이기도 하다.

## 역명 유래
옛날 이 곳에 주안산, 만월산에서 구리를 캐는 광산이 있었다고 하여 붙여졌다.

## 역사
- 1974년 8월 15일 : 수도권 전철 1호선 개통과 함께 영업 개시
- 2002년 3월 15일 : 2복선 개통과 함께 급행열차 정차
- 2010년 6월 15일 : 승강장 스크린도어 설치

## 역 구조

### 승강장
2면 4선의 쌍섬식 승강장이며, 스크린도어가 설치되어 있다. 출구는 2개다.

### 배선도
동암역과 경인선의 배선도는 다음과 같다. 이 역과 간석역 사이에 인천 도시철도 1호선 인천시청역과 연결되는 선로가 있다.

| ↑ 백운          |
| １２ \| ３４ \| |
| 간석 ↓          |

| 1 | ● 수도권 전철 1호선 | 부천 · 구로 · 광운대 · 연천 방면        |
| 2 | ● 수도권 전철 1호선 | 부평 · 구로 · 영등포 · 용산 방면 (급행) |
| 3 | ● 수도권 전철 1호선 | 주안 · 제물포 · 동인천 방면 (급행)      |
| 4 | ● 수도권 전철 1호선 | 제물포 · 동인천 · 인천 방면             |

## 역 주변
- 동암초등학교
- 가천대학교 길병원
- 인천남동경찰서
- 십정2동 행정복지센터
- 동암우체국
- 인천세무고등학교
- 가좌동
- 석남동
- 인천광역시 도시철도건설본부
- 인천교통공사
- 인천상정중학교
- 인천상정고등학교
- ● 인천 도시철도 1호선 간석오거리역(이 역과 간석오거리역에 연결된 연결선은 절연구간 있음)

## 이용객 변동
| 노선  | 노선 | 일평균 인원수 (명/일) | 일평균 인원수 (명/일) | 일평균 인원수 (명/일) | 일평균 인원수 (명/일) | 일평균 인원수 (명/일) | 일평균 인원수 (명/일) | 일평균 인원수 (명/일) | 일평균 인원수 (명/일) | 일평균 인원수 (명/일) | 일평균 인원수 (명/일) | 각주                  | 각주                  | 각주  |
| 노선  | 노선 | 2000년                | 2001년                | 2002년                | 2003년                | 2004년                | 2005년                | 2006년                | 2007년                | 2008년                | 2009년                | 각주                  | 각주                  | 각주  |
| ----- | ---- | --------------------- | --------------------- | --------------------- | --------------------- | --------------------- | --------------------- | --------------------- | --------------------- | --------------------- | --------------------- | --------------------- | --------------------- | ----- |
| 1호선 | 승차 | 32,106                | 32,314                | 38,005                | 40,172                | 29,865                | 28,408                | 27,415                | 28,047                | 28,739                | 28,125                | [ 2 ]                 | [ 2 ]                 | [ 2 ] |
| 1호선 | 하차 | 28,159                | 30,503                | 35,738                | 38,953                | 28,532                | 27,705                | 28,177                | 27,089                | 27,662                | 26,956                | [ 2 ]                 | [ 2 ]                 | [ 2 ] |
| 노선  | 노선 | 일평균 인원수 (명/일) | 일평균 인원수 (명/일) | 일평균 인원수 (명/일) | 일평균 인원수 (명/일) | 일평균 인원수 (명/일) | 일평균 인원수 (명/일) | 일평균 인원수 (명/일) | 일평균 인원수 (명/일) | 일평균 인원수 (명/일) | 일평균 인원수 (명/일) | 일평균 인원수 (명/일) | 일평균 인원수 (명/일) | 각주  |
| 노선  | 노선 | 2010년                | 2011년                | 2012년                | 2013년                | 2014년                | 2015년                | 2016년                | 2017년                | 2018년                | 2019년                | 2020년                | 2021년                | 각주  |
| 1호선 | 승차 | 29,119                | 29,726                | 28,875                | 27,687                | 26,971                | 26,077                | 23,865                | 20,206                | 18,604                | 18,169                | 13,160                | 12,838                | [ 2 ] |
| 1호선 | 하차 | 28,309                | 29,101                | 28,427                | 27,280                | 26,602                | 25,629                | 23,557                | 20,170                | 18,603                | 18,127                | 13,232                | 12,995                | [ 2 ] |

## 인접한 역
| 경인선             | 경인선                                             | 경인선               |
| ------------------ | -------------------------------------------------- | -------------------- |
| 153 백운 연천 방면 | ● 수도권 전철 1호선 경원-경인선 완행 · 경원선 급행 | 155 간석 인천 방면   |
| 152 부평 용산 방면 | ● 수도권 전철 1호선 경인선 급행                    | 156 주안 동인천 방면 |

## 사진

### 시설

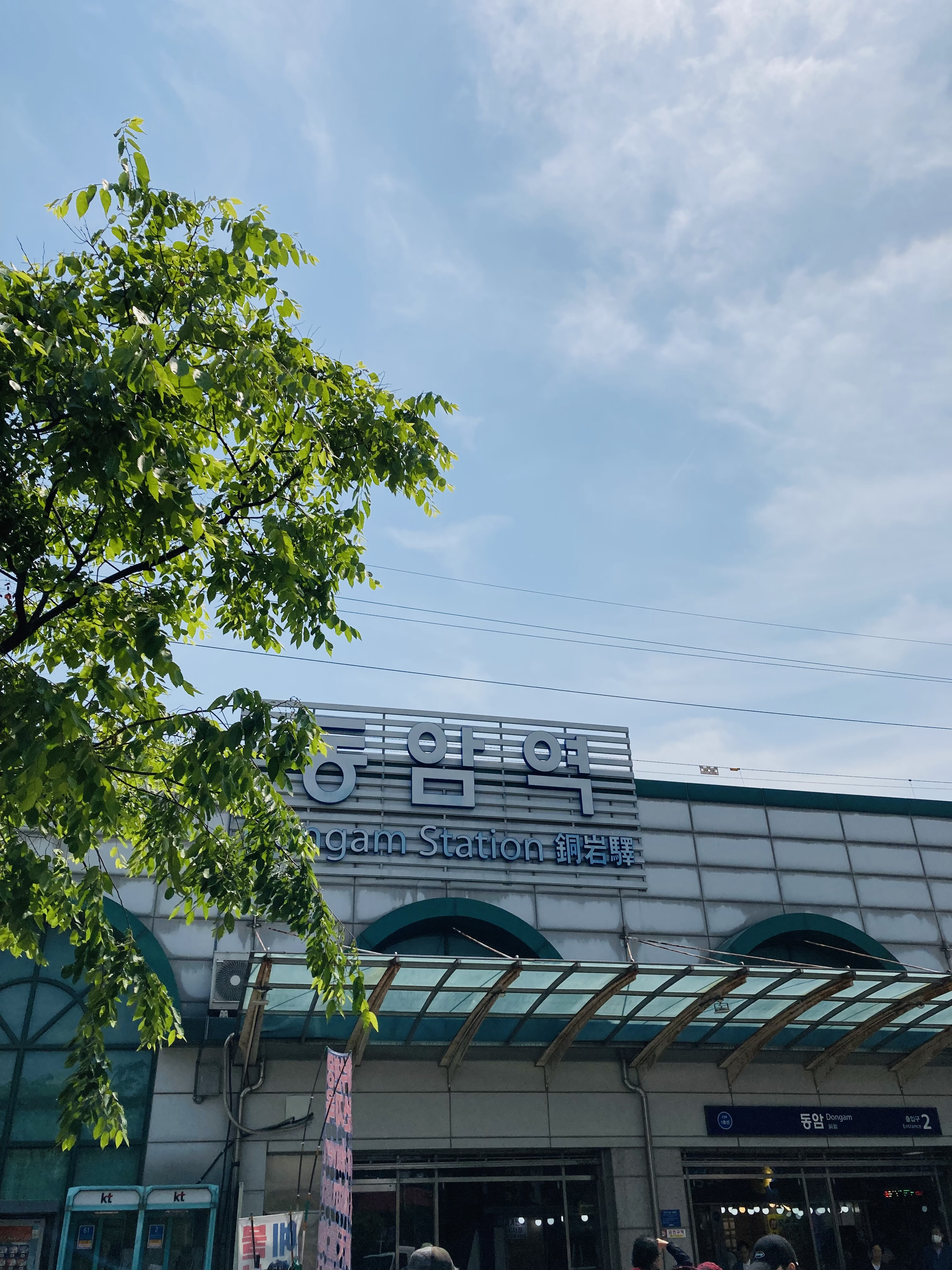
동암역 2번출구(부평구 십정동 방향)
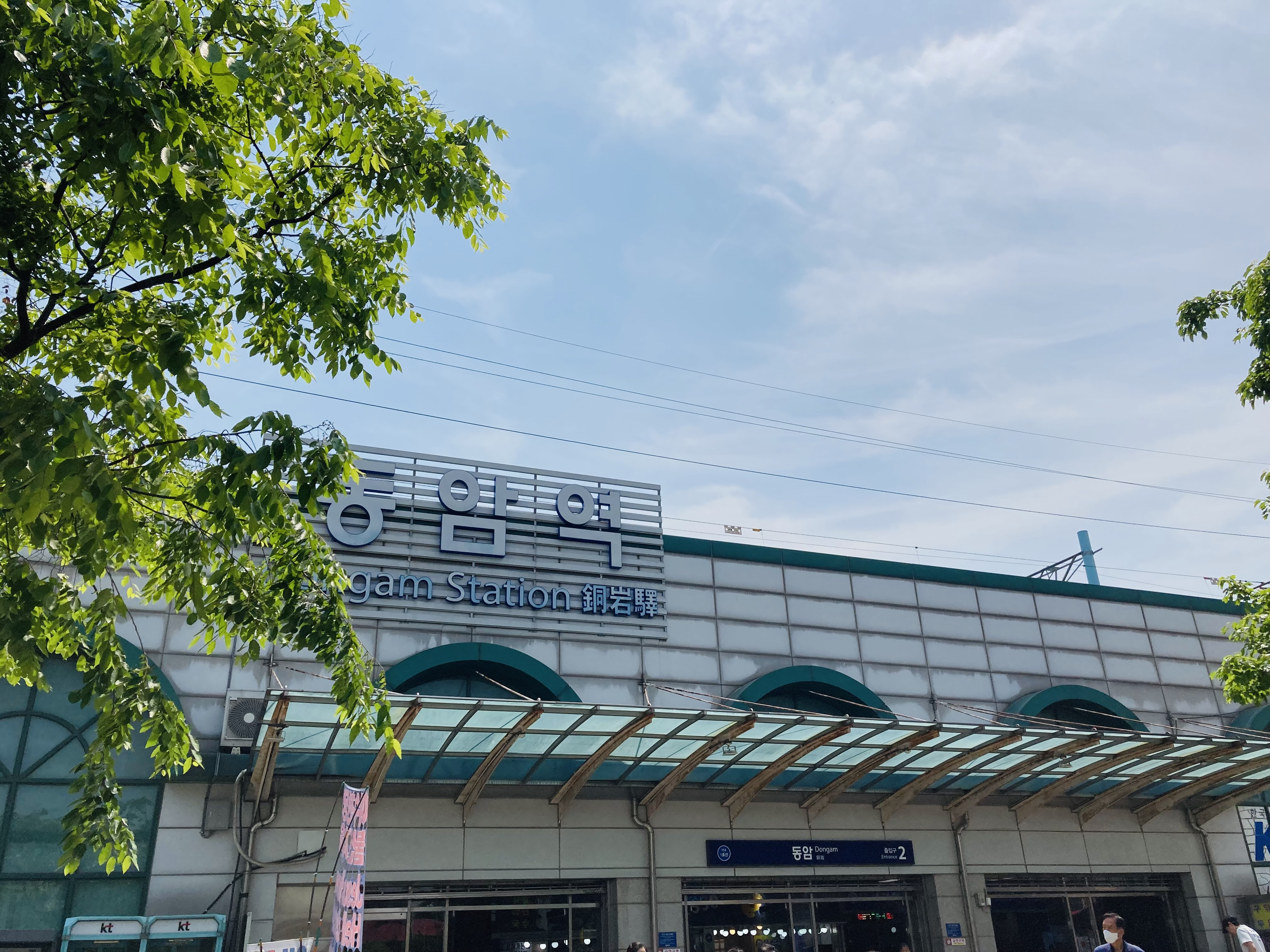
동암역 변경된 역사 간판 디자인
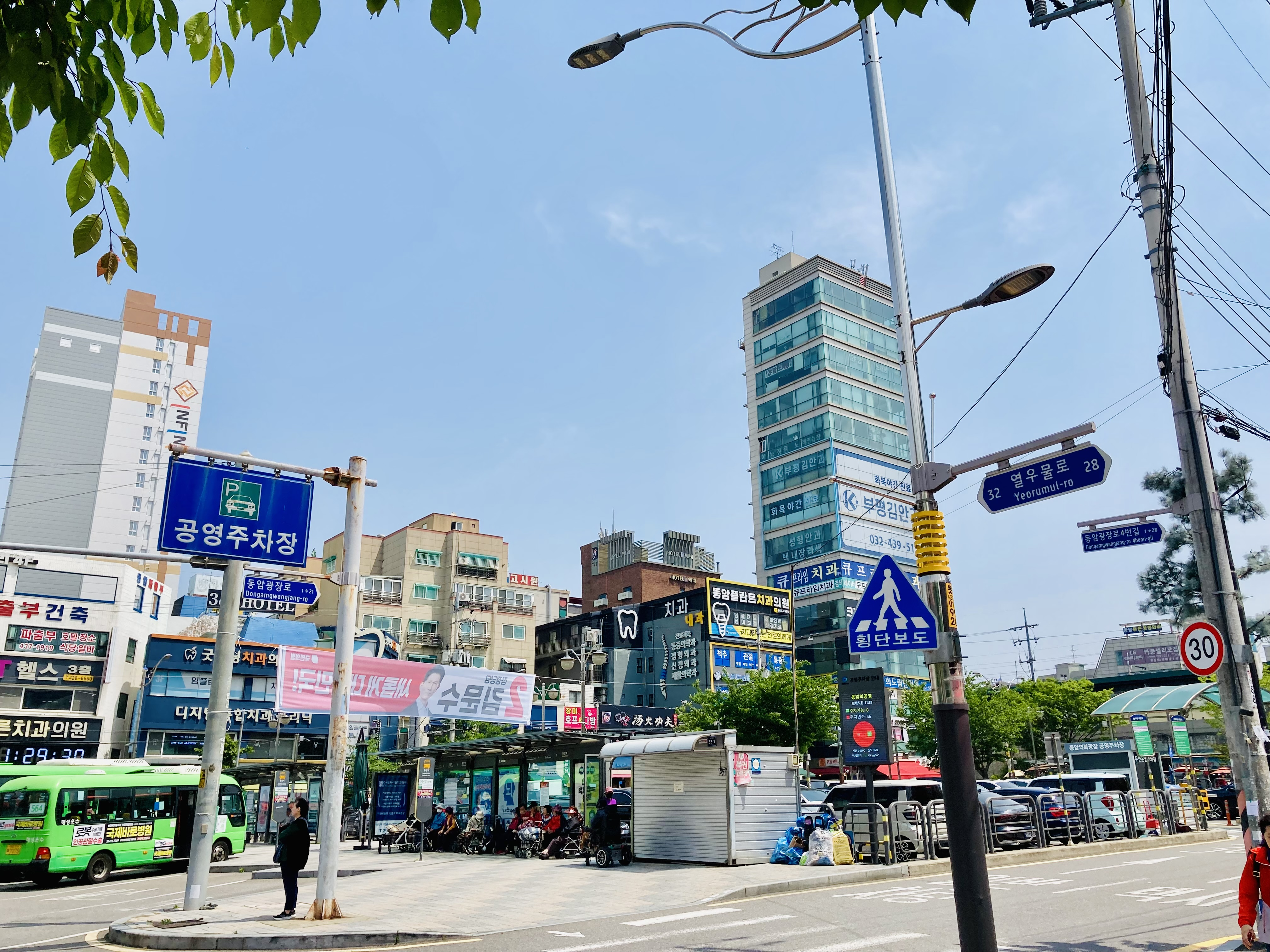
동암역 공영주차장 풍경
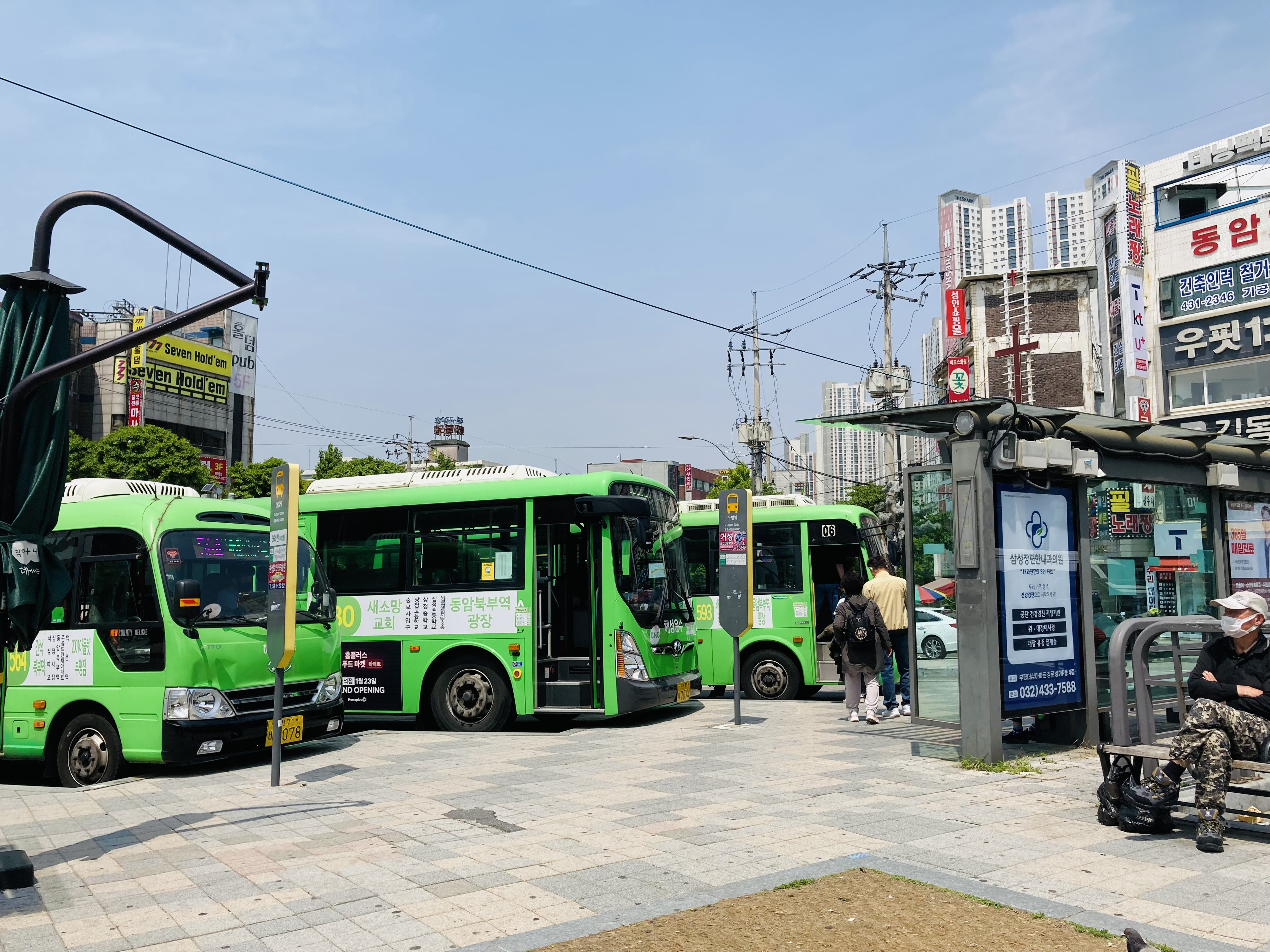
버스정류장(터미널, 차부형태의 운영)
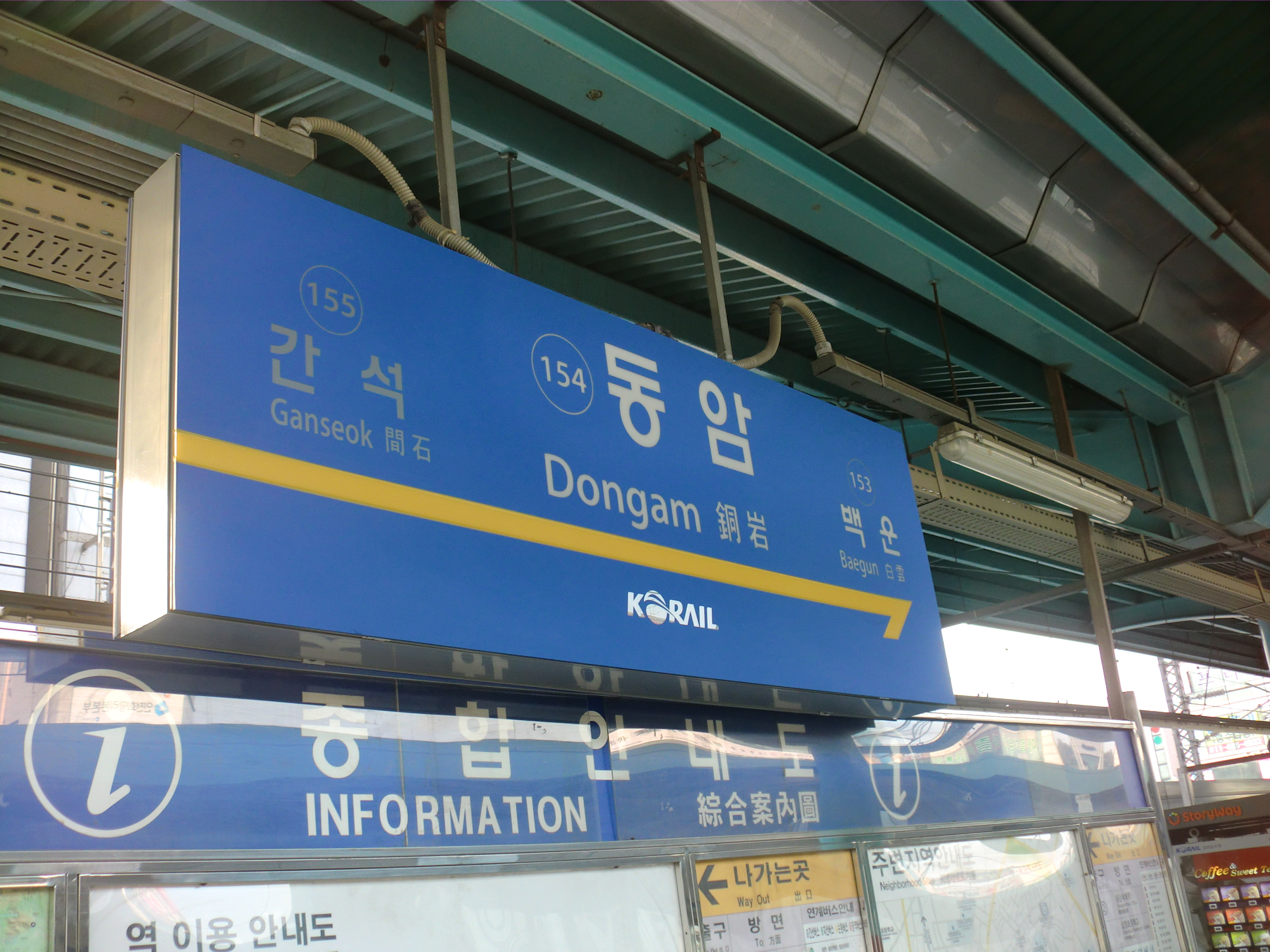
동암역 표지판
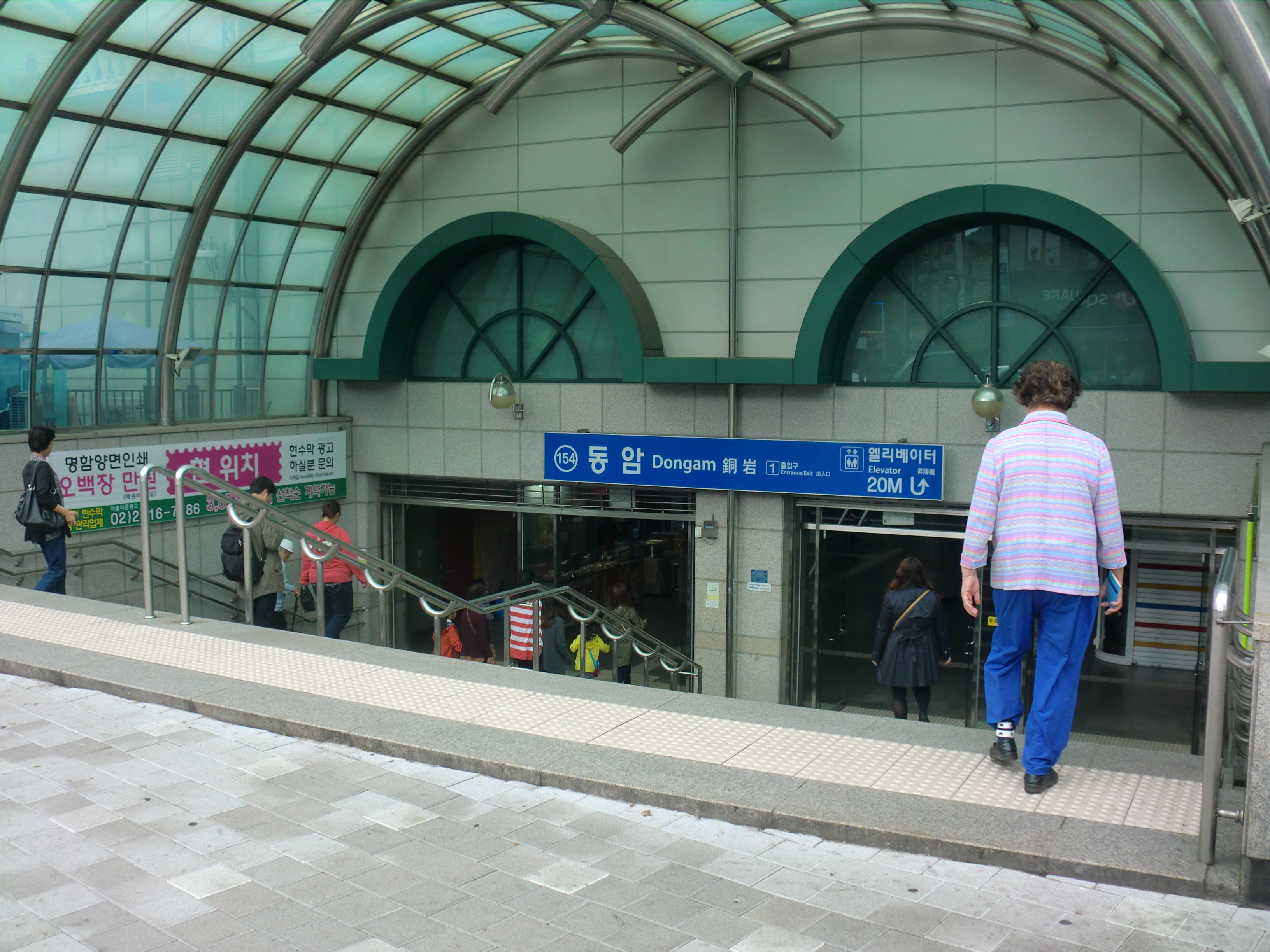
1번출구 동암남로, 아트센터로 방향(경인로 방면)
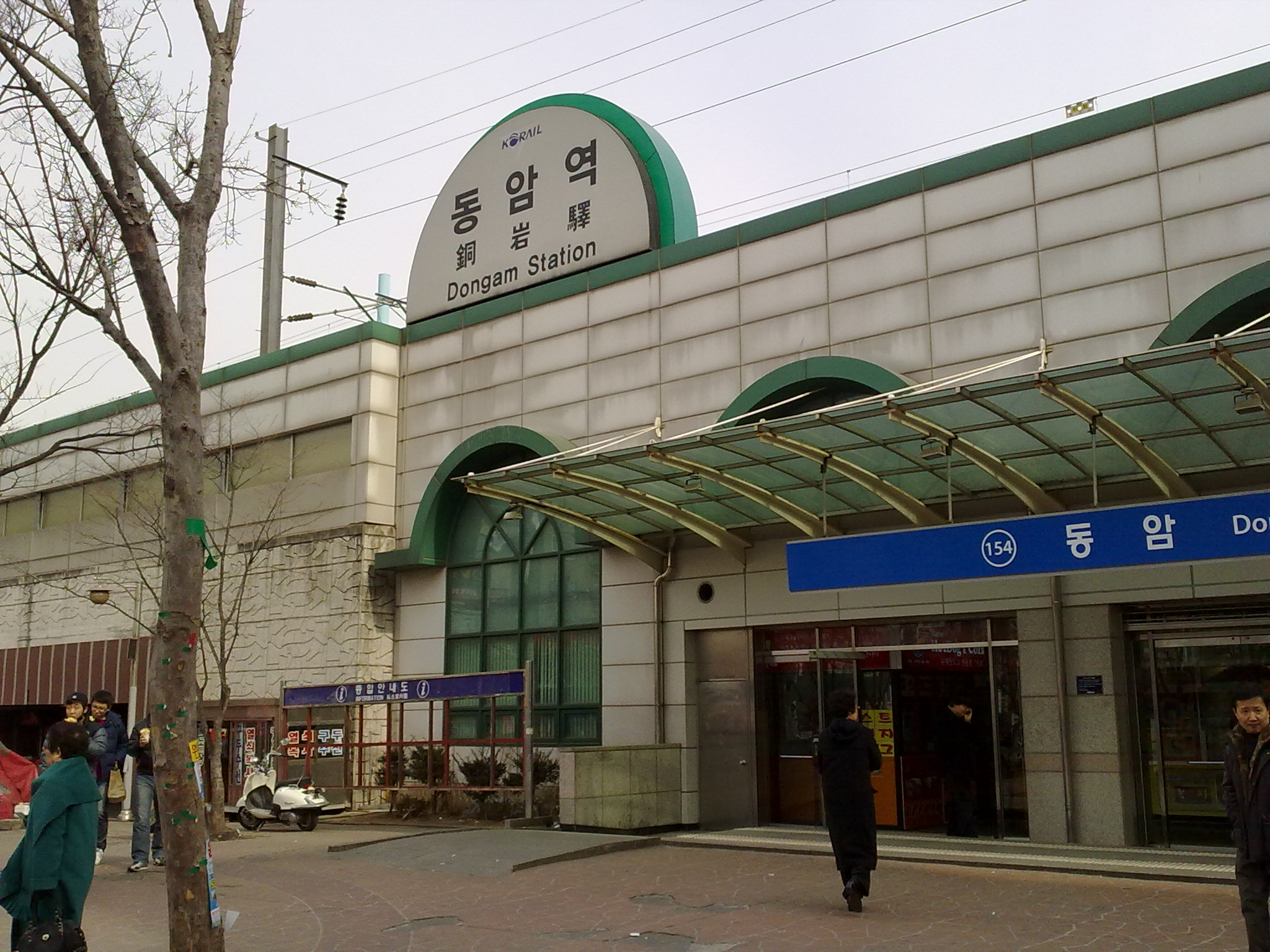
2번출구, 십정동 방향
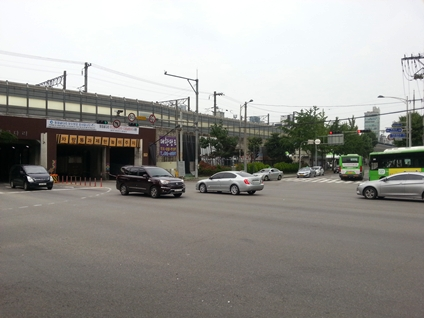
아트센터로, 백범로 방면의 교차로